# Oznaczenia taboru tramwajowego w Polsce

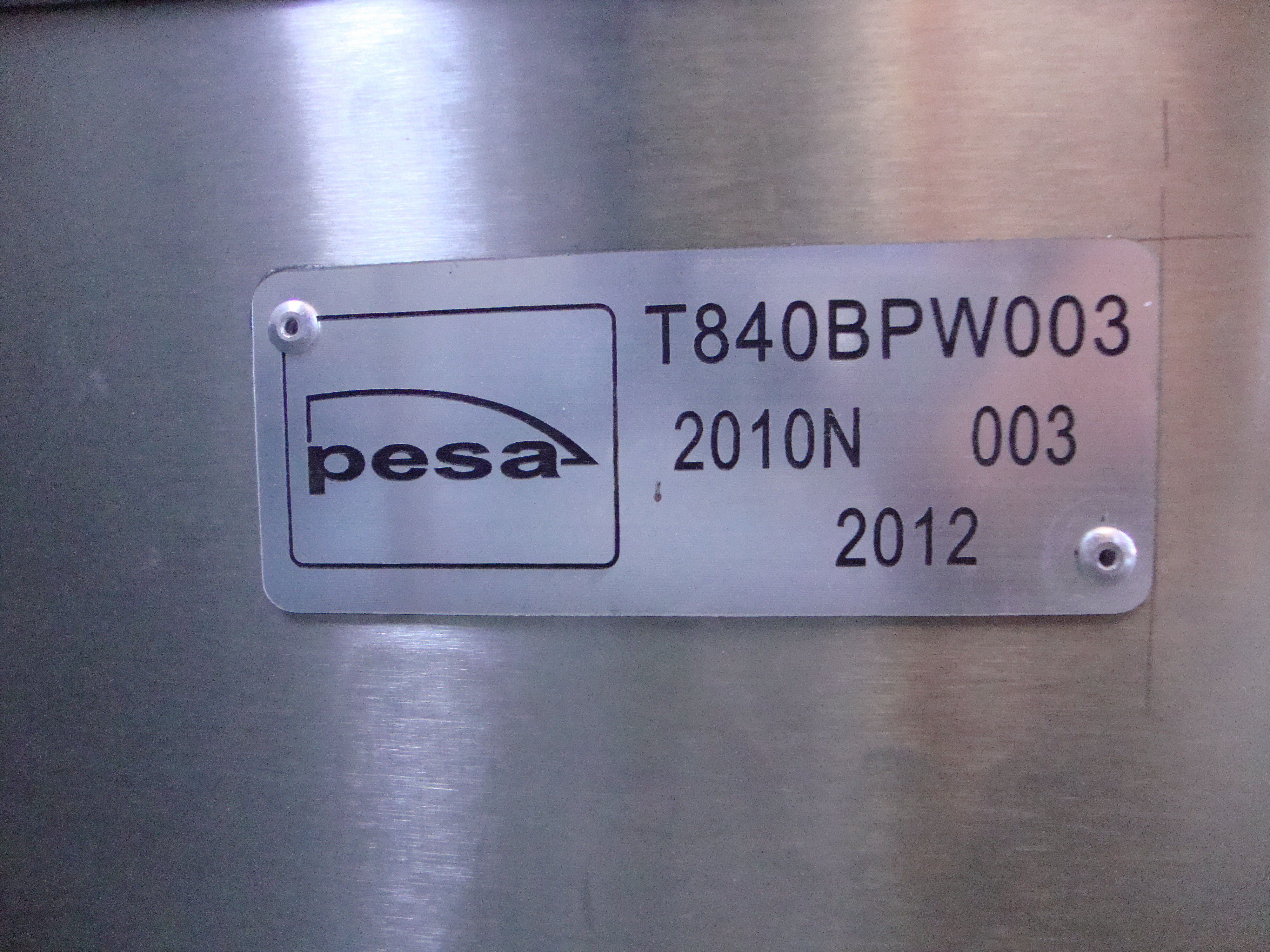
Tabliczka znamionowa tramwaju 2010N

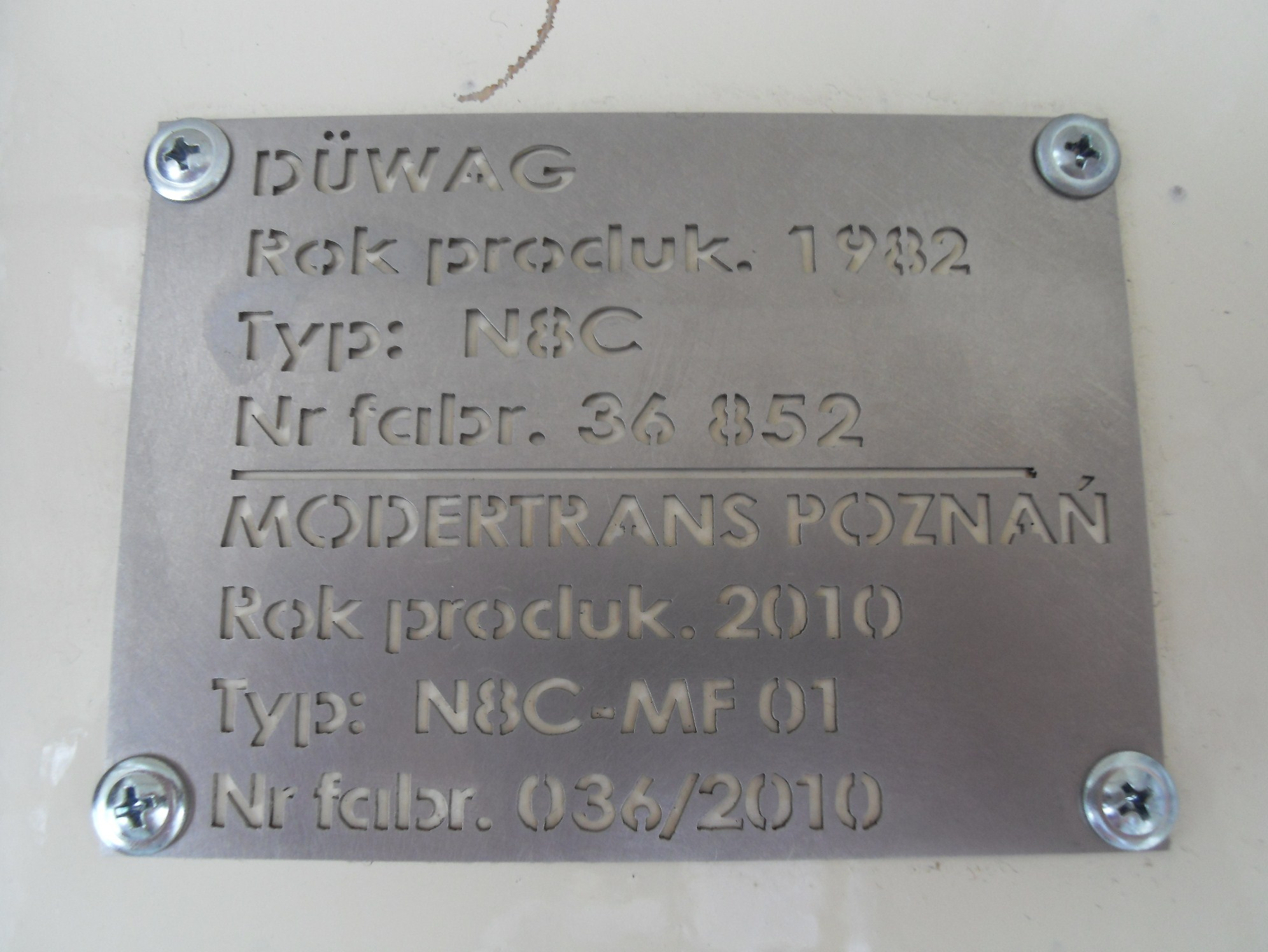
Tabliczka znamionowa tramwaju N8C-MF 01

Oznaczenia taboru tramwajowego w Polsce – system oznaczeń taboru w Polsce. Spójny system oznaczeń taboru tramwajowego pojawił się w Polsce dopiero po II wojnie światowej. Przed II wojną światową istniała duża dowolność w oznaczaniu taboru. Bardzo często oznaczenia powstawały w połączeniu z nazwą producenta np.: Herbrand B3/H0 czy Carl Weyer lub poprzez stworzenie przez dane przedsiębiorstwo własnego systemu. Przykładem samodzielnego systemu oznaczeń, może być oznaczenie przez Poznańską Kolej Elektryczną wagonów Kriegsstraßenbahnwagen (KSW) jako tramwaju typu H.
W Polsce instytucją nadającą oznaczenia jest Instytut Pojazdów Szynowych „Tabor” z Poznania.

## Tramwaje produkcji polskiej
Pierwszy wyprodukowany po wojnie tramwaj w Polsce otrzymał oznaczenie N, od słowa „normalizowany”. Kolejnym konstrukcjom nadawano kolejne liczby, np. 4N czy 13N.
Od lat 60. XX wieku, nowe konstrukcje oznacza się trzycyfrową liczbą. Schemat ten składa się z trzycyfrowej liczby odpowiedniej dla kolejności opracowania konstrukcji oraz wyposażenia:
| Oznaczenie | Rodzaj        | przykład |
| ---------- | ------------- | -------- |
| 101-199    | silnikowe     | 105N     |
| 401-499    | doczepne      |          |
| 801-899    | wąskotorowe   | 805N     |
| 901-999    | szerokotorowe |          |

litery N wyróżniającej rodzaj pojazdu, oraz mniejszych literek oznaczających kolejne odmiany typu (brak mniejszych literek oznacza odmianę podstawową). Przykładem pełnych możliwości systemu mogą być oznaczenia pojazdów typu 105Nt oraz 105Na.
Wagony doczepne posiadają wyróżnik w postaci litery D np.: ND, mimo że nie przewiduje tego norma.
Niektórzy producenci i modernizatorzy taboru nie trzymają się ściśle normy, i tworzą własne oznaczenia np.: S105p czy Moderus Beta MF 02 AC.

## Tramwaje produkcji zagranicznej
W dwudziestoleciu międzywojennym sposób oznaczania tramwajów sprowadzanych do Polski, był taki sam jak w stosunku do rodzimej produkcji. W Polsce najczęściej używa się oznaczeń, które są przyjęte przez producenta, lub poprzedniego właściciela np.: 3G (Amsterdam oznaczał kolejne serie przegubowców liczbą i literą G), GT6.
Poniższa tabelka pozwala rozczytać oznaczenia tramwajów wyprodukowanych w Niemczech:
| symbol | znaczenie                                 |
| ------ | ----------------------------------------- |
| B, BW  | doczepny                                  |
| C      | chopperowy (z przetwornicami trakcyjnymi) |
| D      | dwuczłonowy                               |
| D, DD  | napęd trójfazowy                          |
| E, ER  | jednokierunkowy                           |
| G      | przegubowy                                |
| M      | wąskotorowy (1000 mm)                     |
| M      | średniopodłogowy                          |
| N      | normalnotorowy                            |
| N, NF  | niskopodłogowy                            |
| S      | wąskotorowy (inny niż 1000 mm)            |
| S      | stycznikowy                               |
| 2S     | dwusystemowy                              |
| T      | tyrystorowy                               |
| T, TW  | silnikowy                                 |
| Z      | zębatkowy                                 |
| Z, ZR  | dwukierunkowy                             |

Dzięki niej można odczytać, że wagon GT8ZR to: 
G - wagon przegubowy
T - wagon silnikowy
8 - posiada osiem osi
ZR - jest wagonem dwukierunkowym
Na polskich torowiskach można spotkać tramwaje z typowymi nazwami handlowymi np.: Combino.